# Copa México 1941/42
Die Copa México 1941/42 war das letzte Pokalturnier der Copa México vor Einführung des Profifußballs in Mexiko. Pokalsieger wurde erstmals überhaupt in dem seit 1907/08 (damals noch unter der Bezeichnung „Copa Tower“) ausgetragenen Wettbewerb die Mannschaft des CF Atlante, die sich im entscheidenden Finale deutlich mit 5:0 gegen ihren alten Rivalen Necaxa durchsetzen konnte.
Das Pokalturnier wurde im Anschluss an die Punktspielrunde der Saison 1941/42 ausgetragen und von den acht Mannschaften bestritten, die seinerzeit in der höchsten Spielklasse vertreten waren. Sechs von ihnen kamen aus Mexiko-Stadt. Einziger teilnehmender Verein außerhalb der Hauptstadt war Moctezuma aus der im Osten Mexikos gelegenen Stadt Orizaba. Außerdem nahm mit der Selección Jalisco noch eine Auswahlmannschaft der im Westen Mexikos gelegenen Stadt Guadalajara teil, die in der Regel aus den besten Spielern ihrer Spitzenmannschaften Club Atlas, Club Deportivo, Club Nacional und Club Oro gebildet wurde.

## Modus
Das letzte Pokalturnier der Amateurepoche vor Einführung des Profifußballs 1943 in Mexiko wurde im K.o.-Verfahren ausgetragen, wobei stets die Mannschaft ausschied, die ihr zweites Spiel verloren hatte. Das Turnier begann am 31. Mai 1942 mit der Partie zwischen dem frisch gekürten Meister España und der Unión Deportiva Moctezuma, die mit nur einem Punkt Rückstand auf Meister und Vizemeister den dritten Rang in der Meisterschaft belegte, und endete am 20. September 1942 mit dem entscheidenden Finalspiel zwischen den alten Rivalen Atlante und Necaxa.

## Die Spiele

### Erste Runde
|         | Gesamt |                   | Hinspiel  | Rückspiel | 3. Spiel |
| ------- | ------ | ----------------- | --------- | --------- | -------- |
| España  | 11:80  | Moctezuma         | 4:4 n. V. | 3:3 n. V. | 4:1      |
| Marte   | 2:4    | Asturias          |           |           |          |
| Necaxa  | 5:2    | Selección Jalisco |           |           |          |
| Atlante | 5:3    | América           |           |           |          |

### Zweite Runde
|         | Ergebnis |                   |
| ------- | -------- | ----------------- |
| Necaxa  | 5:2      | Asturias          |
| Marte   | 4:3      | Selección Jalisco |
| Atlante | 4:0      | España            |
| América | 3:2      | Moctezuma         |

### Dritte Runde
|         | Gesamt |          | Hinspiel  | Rückspiel |
| ------- | ------ | -------- | --------- | --------- |
| Necaxa  | 2:0    | Atlante  |           |           |
| Marte   | 2:1    | Asturias |           |           |
| América | 04:10  | España   | 4:4 n. V. | 0:6       |

### Zwischenrunde
|        | Ergebnis  |       |
| ------ | --------- | ----- |
| España | 1:2 n. V. | Marte |

### Halbfinale
|         | Ergebnis |       |
| ------- | -------- | ----- |
| Atlante | 4:1      | Marte |

### Finale
Die Finalspiele wurden im Parque Asturias von Mexiko-Stadt ausgetragen. Im Falle eines Sieges der noch ungeschlagenen Mannschaft von Necaxa hätte dies den Pokalgewinn für die Necaxistas bedeutet, weil dies nach der Niederlage in der dritten Runde die zweite Niederlage von Atlante gewesen wäre, wodurch sie ausgeschieden wären.
|        | Ergebnis |         |
| ------ | -------- | ------- |
| Necaxa | 3:5      | Atlante |

Durch den Sieg von Atlante hatten beide Teams je ein Pokalspiel verloren, wodurch ein zweites Finale zur Ermittlung des Siegers erforderlich wurde:
|         | Ergebnis |        |
| ------- | -------- | ------ |
| Atlante | 5:0      | Necaxa |

Zum Kader der Siegermannschaft des CF Atlante gehörten unter anderem die folgenden Spieler:
Raúl Estrada, José Moncebáez (Torhüter); Horacio Casarín, José “Margarita” Gutiérrez, José Antonio Hütt, Adalberto “Dumbo” López, Julio Munlloch, Antonio “Peluche” Ramos, Martí Ventolrà. Trainer: Luis Grocz.